# Consejo Británico-Irlandés
El Consejo Británico-Irlandés (en inglés, British–Irish Council; BIC) es una organización internacional creada bajo el acuerdo de Viernes Santo de 1998. Sus miembros son:
- Los dos gobiernos soberanos de la República de Irlanda y el Reino Unido.
- Las tres administraciones de Irlanda del Norte, Escocia y Gales.
- Las dependencias de la Corona británica de Guernsey, Jersey y la Isla de Man.

El consejo se estableció formalmente con la firma del acuerdo británico-irlandés el 2 de diciembre de 1999. Su objetivo principal es «promover la armonía y el mutuo beneficio de la totalidad de los pueblos de las islas». El consejo tiene un secretariado, localizado en Edimburgo, Escocia, y se realizan reuniones en sesiones semestrales y en encuentros ministeriales.

## Nombre
Inicialmente, se sugirieron como nombres del consejo Consejo de las Islas Británicas o Consejo de las Islas. Sin embargo, habida cuenta de la sensibilidad alrededor del término «islas británicas», particularmente en Irlanda, se aceptó el nombre Consejo Británico-Irlandés.
El nombre oficial del consejo también puede emplearse en las lenguas de los distintos miembros:
- Irlandés: Comhairle en la Breataine-en la hÉireann.[3]
- Guerneseyés: Conseil Britannique-Irlàndais.
- Jerseyés: Conseil Britannique-Irlandais.
- Manés: Coonceil Ghoaldagh-Yernagh.
- Gaélico escocés: Comhairle Bhreatainn-Èirinn.
- Escocés: Brits-Airis Cooncil.
- Galés: Cyngor Prydain-Iwerddon.

## Miembros
| Administración    | Foto | Representante          | Título                 |
| ----------------- | ---- | ---------------------- | ---------------------- |
| Guernsey          |      | Peter Ferbrache        | Ministro jefe          |
| Isla de Man       |      | Howard Quayle          | Ministro jefe          |
| Irlanda           |      | Micheál Martin         | Taoiseach              |
| Jersey            |      | Senador John Le Fondré | Ministro jefe          |
| Irlanda del Norte |      | Paul Givan             | Ministro principal     |
| Irlanda del Norte |      | Michelle O'Neill       | Viceministro principal |
| Escocia           |      | John Swinney           | Ministro principal     |
| Reino Unido       |      | Keir Starmer           | Primer ministro        |
| Gales             |      | Mark Drakeford         | Ministro principal     |